# Aviation générale

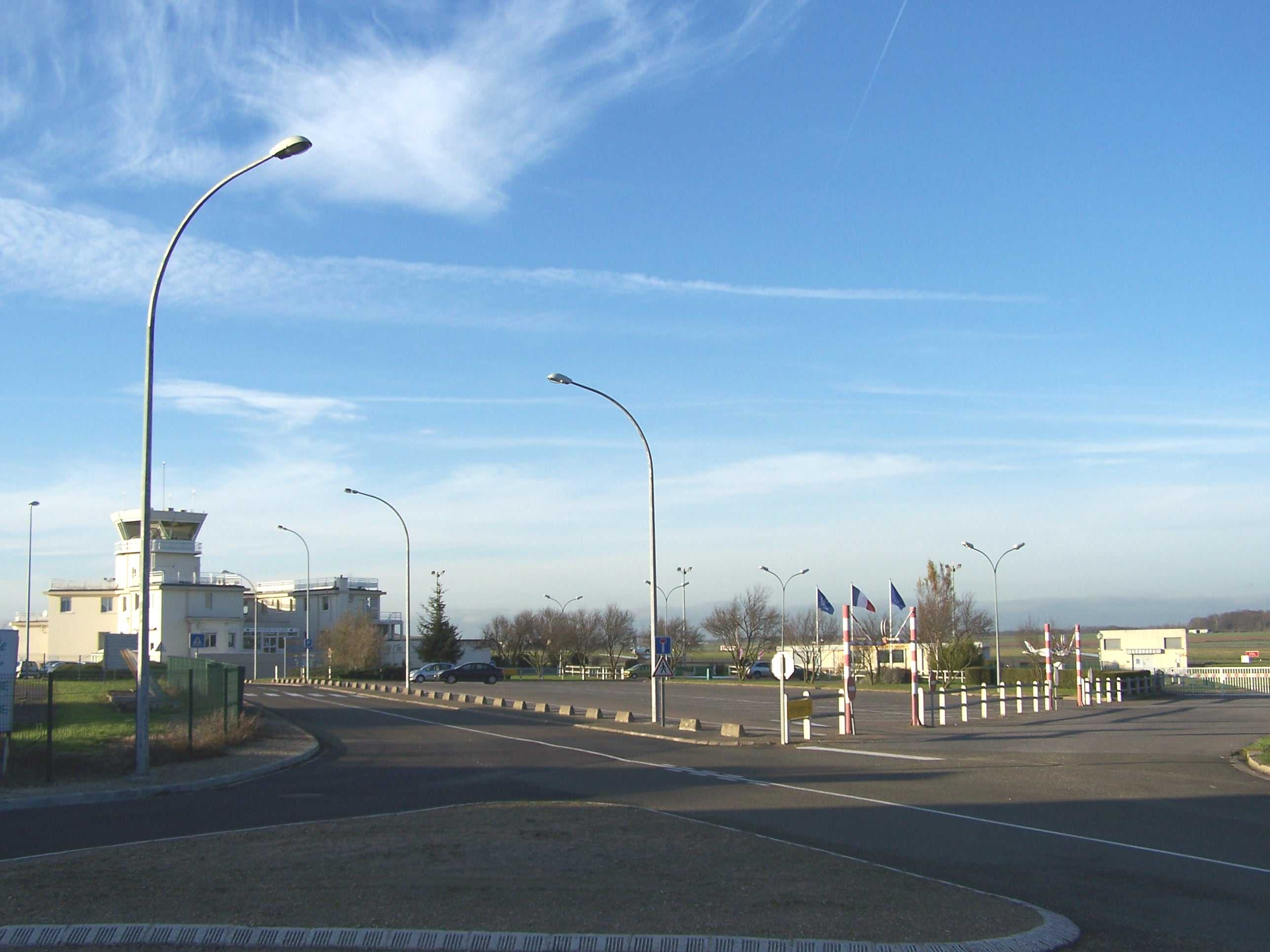
Aéroport de Toussus-le-Noble.

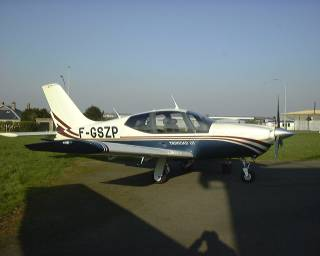
Avion de tourisme Socata TB-20.

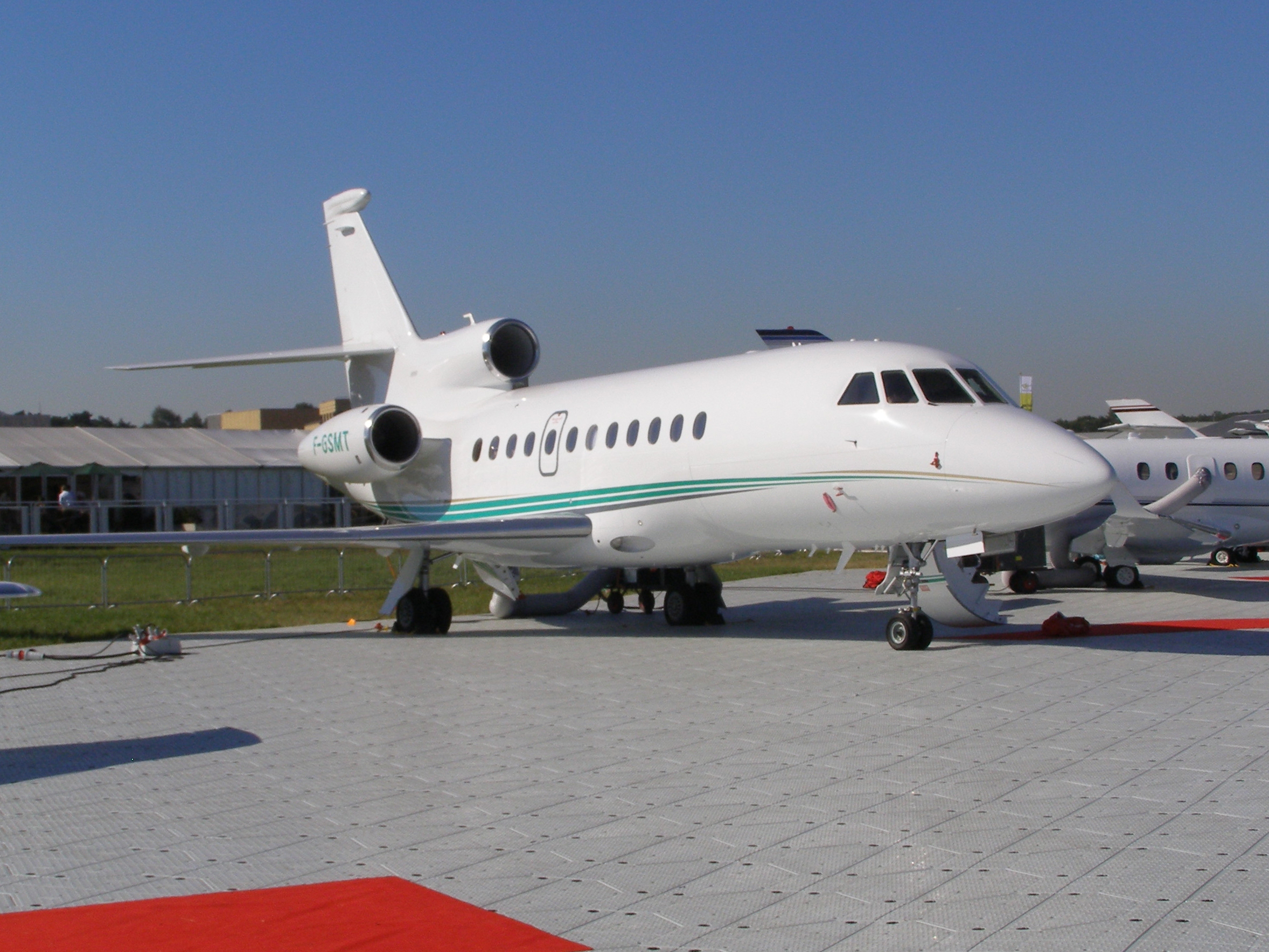
Jet d'affaires Falcon 900.

L'aviation générale est un terme générique qui regroupe toutes les activités aériennes civiles autres que le transport commercial : aviation sportive (voltige, vol à voile) ou de loisir (tourisme), travail aérien (secours, évacuations sanitaires, formation des pilotes, épandage agricole, lutte contre l'incendie, photographie et cartographie, surveillance aérienne par les douanes ou la police, etc.), aviation d'affaires, etc.
Contrairement aux vols de transport aérien public qui se font obligatoirement en régime de vol aux instruments, une grande part du trafic de l'aviation générale se fait selon les règles de vol à vue. Dans ce cas, les installations au sol nécessaires ne requièrent pas une grande sophistication et le vol peut se dérouler sans contrôle aérien. De même, certains aérodromes n'ont pas besoin d'être contrôlés.

## Développement de l'aviation générale

### Dans le monde
L'aviation générale a pu aider certains pays très étendus à se développer au cours de plusieurs grandes vagues dans l'histoire. Entre les deux guerres mondiales, ce sont d'abord d'anciens pilotes militaires avec des avions récupérés dans les surplus qui ont servi à développer des activités civiles. Des avions spécifiques ont été développés par la suite avant un grand essor après la fin de la Seconde Guerre mondiale. Plusieurs crises économiques ont freiné voire arrêté son développement dans les années 1980 avant que des nouvelles technologies lui permettre de renaître à la fin du vingtième siècle.
Les États-Unis comptent 600 000 pilotes et 200 000 avions d'aviation générale. L'activité est moins soutenue en Europe (300 000 pilotes et 100 000 avions) et en France (50 000 pilotes) où des distances plus faibles justifient moins le déplacement en avion. On estime à 166 millions le nombre de voyageurs ayant utilisé ce moyen de transport dans le monde en 2014, tandis que l'aviation commerciale en transporte 20 fois plus.
Les obstacles au développement de l'aviation générale sont principalement :
- le coût élevé des avions, à l'achat et en exploitation ;
- une certaine dépendance aux conditions météorologiques, liée à la difficulté de passer une qualification de vol aux instruments ;
- une image négative dans l'opinion publique (danger supposé, moyens financiers associés, nuisance et pollution).

L'usage de l'aviation générale demeure rare et se limite souvent à des vols de loisirs ou à des besoins professionnels impossibles à satisfaire autrement. 

### En Europe
Depuis 2015, la pratique du coavionnage se développe en Europe à la faveur d'une règlementation favorable de l'Agence européenne de la sécurité aérienne (EASA). Un partage des frais entre pilote et passagers mis en relation aux travers de plateformes numériques permet de réduire les coûts et d'augmenter le nombre de vols.
En juin 2020, l'EASA a certifié un premier avion électrique, le biplace Pipistrel Velis,  qui ouvre la voie vers le développement d'une aviation durable dont l'aviation générale sera la première bénéficiaire.

### En France
La plupart des aéroports civils sont ouverts à l'aviation générale à l'exception notable (en France) de Roissy et Orly. De facto, certains aéroports fixent des redevances d'atterrissage et de stationnement ou des limitations d'exploitation telles que l'aviation générale s'en trouve pratiquement limitée aux avions d'affaires (Le Bourget, Nice par exemple). 500 aérodromes  servent aux multiples besoins des entreprises et des particuliers.
En 2017, on a recensé 3 millions de mouvements d'avions non commerciaux (contre 1,7 million de mouvements d'avions commerciaux). Ils ont été répartis ainsi :
- Région (métropole) : 2.382.000 dont
  - Montpellier : 82 000,
  - Cannes : 67 000,
  - Grenoble : 64 000,
  - Toulouse : 60 000,
- Ile-de-France : 495 000 dont :
  - Toussus-le-Noble : 105 000,
  - Chavenay : 78 000,
  - Lognes : 66 000,
- Outre-mer : 148 000.

L'aviation de loisirs représenterait environ 800 000 heures de vol chaque année en France. En 2007, une enquête interne à l'AOPA France (association de pilotes) montre que ses membres (pilotes privés, souvent propriétaires) volent en moyenne 60 heures par an, ce qui représente de l'ordre de 15 000 km parcourus. Les pilotes d'aéro-club volent quant à eux en moyenne 15 heures par an.
Le chiffre d'affaires 2010 de l'aviation générale en France est estimé à 2 milliards d'euros en impact direct (dont la moitié pour l'aviation d'affaires) avec environ 10 000 emplois directs à la clé. Ces valeurs sont à doubler pour tenir compte des impacts indirects (4 milliards d'euros et 20 000 emplois). Pour l'État, les recettes (TVA, TIPP, cotisations sociales...) seraient supérieures aux charges associées (contrôle aérien, aides aux associations, gestion des licences...) - de l'ordre de 70 millions d'euros.

## Les avions d'aviation générale dans le monde
En 2023, le marché de la vente d'appareils d'aviation générale s'établit à 23,4 milliards de dollars (en hausse de 2% par rapport à 2022) pour 3050 avions (+8%). Depuis 2005, le nombre d'avions d'aviation générale vendus dans le monde s'est réparti ainsi :
| Années            | 2005  | 2006  | 2007  | 2008  | 2009 | 2010 | 2011 | 2012 | 2013  | 2014  |
| ----------------- | ----- | ----- | ----- | ----- | ---- | ---- | ---- | ---- | ----- | ----- |
| Moteurs à pistons | 2 465 | 2 755 | 2 675 | 2 119 | 963  | 889  | 898  | 908  | 1 030 | 1 129 |
| Avions à turbine  | 375   | 412   | 465   | 538   | 446  | 368  | 526  | 584  | 645   | 603   |
| Avions à réaction | 750   | 887   | 1 137 | 1 317 | 874  | 767  | 696  | 672  | 678   | 722   |

| Années              | 2015  | 2016  | 2017  | 2018  | 2019  | 2020  | 2021  | 2022  | 2023  |
| ------------------- | ----- | ----- | ----- | ----- | ----- | ----- | ----- | ----- | ----- |
| Moteurs électriques |       |       |       |       |       | 13    | 48    | 17    | 16    |
| Moteurs à pistons   | 1 056 | 1 019 | 1 085 | 1 137 | 1 324 | 1 312 | 1 393 | 1 507 | 1 666 |
| Avions à turbine    | 557   | 582   | 563   | 601   | 525   | 443   | 527   | 582   | 638   |
| Avions à réaction   | 718   | 666   | 677   | 703   | 809   | 644   | 710   | 712   | 730   |

La répartition géographique est la suivante :
- 69% sont fabriqués en Amérique du Nord, 27% en Europe,
- 71% sont livrés en Amérique du Nord, 12% en Europe.

En France, en 2018, sont immatriculés 7 755 aéronefs(avions, ballons, planeurs, hélicoptères) d'aviation générale (pour 1 040 avions de transport commercial) et 15 806 ULMselon la DGAC. On compte, en 2018, 251 accidents d’aviation générale  (+25 % par rapport 2017) dont 48 ont été mortels (+71 %) ayant entrainé la mort de 72 personnes (+80 %).
Voir quelques modèles dans la rubrique Aviation légère.

## Éléments économiques

### Coût à l'achat
Le prix des aéronefs à l'achat et pour leur exploitation dépend principalement de :
- leur type (avion, hélicoptère, ballon, planeur, ...),
- de leur motorisation (moteur à pistons, à turbine, électrique ou réacteur) et du nombre de moteurs,
- de leur puissance,
- de leur capacité en nombre de sièges,
- de leur équipement (vol à vue, vol de nuit, vol aux instruments).

La construction amateur d'un avion sur plans peut revenir à quelques milliers d'euros. L'achat d'un avion tri-réacteurs se chiffre en dizaines de millions d'euros. Entre ces extrêmes, on trouve couramment en neuf :
- des « Fox Papa » (construction amateur ou avions en kit) de 1 à 4 places 10 000 euros et 100 000 euros,
- des avions légers monomoteurs à pistons entre 100 000 et 400 000 euros,
- des avions légers monomoteurs à turbine à partir d'un million d'euros,
- des hélicoptères à moteur à pistons de 1 à 4 places entre 200 000 et 500 000 euros,
- des hélicoptères à moteur à turbine de 2 à 4 places à partir de 500 000 euros,
- des planeurs entre 40 000 et 250 000 euros.

Un marché de l'occasion reflète la variété de ces gammes de modèles à tous les prix, en fonction de l'état, de l'âge et de l'équipement des machines.

### Coût d'exploitation
Le coût d'exploitation d'un avion dépend de nombreux paramètres, dont :
- la consommation et le type d'énergie employée (carburant AVGAS, essence sans plomb automobile, JET-A1 (kérosène), Diesel, électricité...) ;
- la maintenance (pièces, main d'œuvre) ;
- l'assurance (dépendant de l'expérience du pilote et des garanties souscrites) ;
- les frais de hangar, redevances d’atterrissage et de stationnement ;
- les frais de personnel lorsque l'aéronef nécessite un ou des pilotes voire un service à bord ;
- les frais de contrôle aérien lorsque l'avion vole aux instruments sur certaines routes.

Un monomoteur à pistons économique peut revenir à moins de 100 euros de l'heure de vol ; un avion à turbine peut dépasser allègrement 1 000 euros de l'heure de vol.
Le coût d'un avion est essentiellement un problème de coûts fixes (coût d'acquisition, d'assurance en particulier) qu'il convient d'amortir sur l'usage. La propriété partagée, développée aux États-Unis, commence à devenir populaire en Europe. Ainsi beaucoup de pilotes se regroupent-ils en associations dans des aéro-clubs où ils peuvent voler en mutualisant les appareils, ce qui réduit certains coûts fixes mais en apporte d'autres, et apporte une convivialité au sein d'un groupe de passionnés. Dans de nombreux aéro-clubs en France, des avions biplaces sont accessibles pour moins de 100 euros de l'heure (moins de 0,50 euro par km). L'arrivée de technologies modernes dans les matériaux utilisés et dans l'instrumentation numérique a allégé significativement les nouveaux avions, nécessitant une moindre puissance et des coûts de maintenance diminués. Des propriétaires d'avions légers ou de moto-planeurs arrivent ainsi à voler pour un coût kilométrique inférieur à celui d'une voiture.

## Sécurité des vols
L'aviation générale ne bénéficie pas des mêmes faibles taux d'accidents que le transport aérien public entre autres par manque d'expérience des pilotes.
Le BEA conclut en 2006 lors des États généraux de l'aviation générale (9 et 10 mars 2006) que les facteurs liés à l'équipage représentent en moyenne plus de 80 % des facteurs explicatifs. Les raisons invoquées sont les suivantes : 
- poursuite d’un vol par conditions météorologiques défavorables,
- perte de contrôle,
- vol à basse hauteur intentionnel,
- décollage ou atterrissage manqué,
- arrêt moteur, panne de carburant,
- collision sur parking ou taxiway,
- altération des capacités humaines,
- défaillance dans la compréhension d’un système complexe.

Selon un rapport 2007 de l'inspection générale de l'aviation civile, sur la période 1994-2006, le taux d'accidents pour l'aviation de loisirs (avions de moins de 2 tonnes) s'établit à 4 morts pour 100 000 heures de vol et à 3 morts pour 100 000 heures de vol en ULM (à noter que les avions emportent plus de passagers que les ULM).
Par comparaison, si tant est que cela ait un sens, on compte en France 35 millions de conducteurs. En 2004, on a déploré 5 232 décès et 17 435 blessés graves sur la route.
En Europe, en 2017, on compte 558 accidents dont 69 mortels (110 décès). Aux États-Unis, en 2017, on compte 1.233 accidents dont 203 mortels (330 décès) pour 21,7 millions d'heures de vol. Selon la DGAC, dans son rapport 2020, les statistiques d'aviation générale en France concernant avions et ULM sont les suivantes (pour environ 800.000 heures de vol) :
| Avions et ultra légers motorisés | 2011 | 2012 | 2013 | 2014 | 2015 | 2016 | 2017 | 2018 | 2019 | 2020 |
| -------------------------------- | ---- | ---- | ---- | ---- | ---- | ---- | ---- | ---- | ---- | ---- |
| Nombre d'accidents mortels       | 44   | 26   | 35   | 29   | 41   | 25   | 28   | 49   | 29   | 31   |
| Nombre de morts                  | 65   | 45   | 49   | 44   | 57   | 32   | 40   | 73   | 44   | 57   |